# Lissoporcellana quadrilobata
Lissoporcellana quadrilobata is een tienpotigensoort uit de familie van de Porcellanidae. De wetenschappelijke naam van de soort is voor het eerst geldig gepubliceerd in 1884 door Miers.